# Округ Самит (Колорадо)
Самит (енгл. Summit County) је округ у америчкој савезној држави Колорадо. По попису из 2010. године број становника је 27.994. Седиште округа је град Брекенриџ.

## Демографија
Према попису становништва из 2010. у округу је живело 27.994 становника, што је 4.446 (18,9%) становника више него 2000. године.
| Група             | 2000.          | 2010.          |
| Белци             | 20.411 (86,7%) | 23.158 (82,7%) |
| Афроамериканци    | 160 (0,7%)     | 230 (0,8%)     |
| Азијати           | 205 (0,9%)     | 278 (1,0%)     |
| Хиспаноамериканци | 2.306 (9,8%)   | 3.989 (14,2%)  |
| Укупно            | 23.548         | 27.994         |